# Color of Seasons
「Color of Seasons」（カラー・オブ・シーズンズ）は、日本の歌手グループ、EARTHの6枚目のシングル。2001年10月11日発売。

## 解説
- R&Bを基調としたダンスソング。メインボーカルは瀬戸山清香。
- この曲の後、新曲を発売予定だったものの、突如解散してしまうことにより、この曲がEARTHにとってのラストシングルになった。
- PVは、沖縄で撮影された。監督は前嶋輝が担当した。

## タイアップ
- Color of Seasons
  - ハウス食品「チャットタイム」CM曲。

## 収録曲
| #         | タイトル                               | 作詞・作曲 | 編曲                    | 時間  |
| --------- | -------------------------------------- | ---------- | ----------------------- | ----- |
| 1.        | 「Color of Seasons」                   | 葉山拓亮   | 葉山拓亮                | 4:29  |
| 2.        | 「brand-new day」                      | T2ya       | T2ya                    | 4:27  |
| 3.        | 「Color of Seasons （GabbEarth Mix）」 | 葉山拓亮   | 渥美尚樹 / DJ SHIMAMURA | 5:46  |
| 4.        | 「Color of Seasons（Instrumental）」   |            |                         | 4:29  |
| 5.        | 「brand-new day（Instrumental）」      |            |                         | 4:27  |
| 合計時間: | 合計時間:                              | 合計時間:  | 合計時間:               | 23:38 |